# سانتا مارگریتا (کالیفرنیا)
سانتا مارگریتا (به انگلیسی: Santa Margarita) یک منطقهٔ مسکونی در ایالات متحده آمریکا است که در شهرستان سن لوییز اوبیسپو، کالیفرنیا واقع شده‌است. سانتا مارگریتا ۱٫۳۴۱ کیلومتر مربع مساحت و ۱٬۲۵۹ نفر جمعیت دارد و ۳۰۹٫۰۷ متر بالاتر از سطح دریا واقع شده‌است.